# 畑中ふう
畑中 ふう（はたなか ふう、1959年7月31日 - ）は、主に関西ローカルのバラエティ番組で活躍するナレーター、声優。大阪府枚方市出身。本名、畑中 啓司（はたなか ひろし）。

## 来歴・人物
- カタカナ表記の「畑中フー」とひらがな表記の「畑中ふう」「畑中ふー」、『たかじん胸いっぱい』では「海麺隊」「畑中fue」などと使い分けていたが、使い分けの基準は不明。2010年代以降は「畑中ふう」でほぼ統一されている。
- 龍谷大学経済学部卒業後、4年間のサラリーマン生活[2]を経て、ナレーターを始動する。
- 歌手兼米穀店店主の打越元久とは長い付き合いで、二人のユニットでのラジオやインターネットラジオ番組、トークと歌のライブを大阪市内のライブハウスやお寺で行っている（ちなみに、打越が暴走役で、畑中がそれを抑える関係）。なお過去の放送や、放送予定などは公式ホームページに掲載されている。
- 畑中を中心としたいろいろな活動の時には、HAAFUUやRADIO HAAFUUという名称を使うことが多い。
- 関西を中心にナレーターをしている五人…畑中、前塚あつし、三原徹司、南かおり、西田新（2009年12月入団）で大阪SAMURAIナレーターズを結成し、ナレーターアワードなどのイベントを行っている。
- 吉本興業に文化人として一旦所属も[3]現在フリーに戻る。

## 出演

### テレビ番組
特記がないものはナレーションでの出演。
- たかじん・ナオコのシャベタリーノ!（毎日放送）
- たかじん胸いっぱい → 胸いっぱいサミット!（関西テレビ）
- 恐怖の百物語（関西テレビ） - 司会
- 痛快!エブリデイ（関西テレビ）
- ナンバ壱番館（ABCテレビ）
- Chacktee! 〜パニクルーの絶対アジア宣言〜（テレビ大阪）
- ごきげん!ブランニュ（ABCテレビ）
- MUSIC EDGE + Osaka Style（毎日放送）
- M-1グランプリ（ABCテレビ）
- にこいち 〜スーパースター友情列伝〜（ABCテレビ）
- おでかけ!パレット（東海テレビ）
- ビーバップ!ハイヒール（ABCテレビ）
- 陣内智則のイケメン5（ABCテレビ、第4回から）
- 笑っていいとも!増刊号（フジテレビ、2004年4月から2004年7月まで）
- SHINPUU2 ジャルジャル×銀シャリ ヤバイブル〜キセキの危機回避マニュアル〜（関西テレビ）
- 教えて!ニュースライブ 正義のミカタ（ABCテレビ）
- みんなの甲子園（毎日放送、2017年から）
- ごきげんライフスタイル よ〜いドン!（関西テレビ、2017年4月から） - 「ロザンのうんちくん」ナレーション
- 全国高等学校ラグビーフットボール大会（毎日放送、2017年から）
- 連続テレビ小説 スカーレット 第101回（NHK総合） - ポン太 役
- 千原ジュニアの座王 （関西テレビ）
- 閻魔堂沙羅の推理奇譚 第3回・第4回（NHK総合） - 稲葉弘保 役
- 大阪43市町村を大調査!誰も知らんキング（テレビ大阪）
- 第72回NHK紅白歌合戦（NHK総合） - 三山ひろしけん玉ギネス世界記録チャレンジ前ナレーション（M-1グランプリのパロディ）
- 錦鯉の泳いでいくゼ!（ABCテレビ）

### ラジオ番組
- Radio Easy RADIO HAAFUU（FM大阪）
- 月極ラジオ（MBSラジオ）
- MBS夜な夜な倶楽部（MBSラジオ）
- RADIO HAAFUU〜ラジオの未来 （ラジオ関西）
- 20世紀音楽研究所（ABCラジオ）
- 月刊レディオハーフー from OSAKA（FM高松）
- PENTHOUSE（KISS FM KOBE） - ナレーションのみ
- 畑中ふう・大桃美代子のてふてふ（MBSラジオ）

### CM
- ほねっこシリーズ（サンライズ） - ゴン太の声
- ジョイ（P&G）
- やさいしぼり（カゴメ）
- 「おせっかい」広告キャンペーン（ACジャパン）
- スギ薬局店内アナウンス
- 大阪信用金庫
- ナットウキナーゼEX（小林製薬）
- 近畿日本鉄道（1998年夏、伊勢志摩キャンペーン）
- キュリオス大阪2018（関西テレビ・イベントCM）
- ナノゾーンコートサービス
- 森下仁丹 ハピカツインクリン
- バラエティ見るならTVer（TVer）

### イベント
- 野音でわぉ〜ん! 大人の文化祭09〜かかってこんかい!大阪野音（2009年11月1日）
- 乃木坂46 11th YEAR BIRTHDAY LIVE DAY1〜全体ライブ〜（2023年2月22日、VTRナレーション）

## リンク
- 『大阪SAMURAIナレーターズ』
- 『野音でわぉ〜ん!』 - Ameba Blog
- 畑中ふう氏Interview
- 畑中ふう (@murajifuu) - X
- 吉本興業 公式プロフィール